# Константин VI (патриарх Константинопольский)
Патриа́рх Константи́н VI (греч. Πατριάρχης Κωνσταντίνος ΣΤ΄ Αράμπογλου; 1859, Бурса — 28 ноября 1930, Афины) — епископ Константинопольской православной церкви, патриарх Константинопольский. Занимал патриарший престол только 43 дня.

## Биография
С 1877 года обучался в богословской школе на острове Халки, которую окончил в 1885 году, написав работу «Ложь Флорентийского собора» (Ὅτι Ψευδὴς ἡ ἐν Φλωρεντίᾳ Σύνοδος).
5 марта 1896 года Священный Синодом Константинопольского Патриархата был избран епископом Родостольским, викарием Адрианапольской митрополии с титулом епископа Саратна-Эклезийского.
10 марта того же года в галатском храме Божией Матери Кафатианской (Παναγίας Καφατιανῆς Γαλατᾶ) состоялась его епископская хиротония, которую совершили митрополиты Прусский Нафанаил (Папаникас), Элассонский Никодим, Парамитийский Константин (Микрулис).
С 22 июля 1899 года — митрополит Веллийский и Коницкий.
С 29 июня 1906 года — митрополит Трапезундский.
С 2 апреля 1913 года — митрополит Кизикский.
С 10 февраля 1922 года — митрополит Прусский.
С 8 мая 1924 года — митрополит Деркский.
17 декабря 1924 года скончался патриарх Григорий VII и в тот же день митрополит Константин был избран его преемником, после чего он и двое других кандидатов на патриарший престол были задержаны турецкой полицией, поскольку не имели необходимых для пребывания в Константинополе документов. Вопрос стал предметом рассмотрения смешанной франко-англо-греко-турецкой комиссии. Комиссия заключила, что патриарха следует освободить, однако, по настоянию турецкой стороны, кемалистское правительство получили негласное разрешение выслать его из Турции. Эти выборы накалили отношения между Турцией и Грецией. Согласно Лозаннскому договору, патриархом мог быть выбран только житель Константинополя, а новый кандидат, хоть и турецкий подданный, жил вне Константинополя и, по договору, подлежал депортации. Почти сразу после выборов турецкое правительство потребовало его удаления. Патриарх Константин VI успел объявить о созыве в день Пятидесятницы 1925 года в Иерусалиме Всеправославного Собора (который, не состоялся); 30 января 1925 года, несмотря на протест парламента Греции, был выслан из Турции.
1 февраля 1925 года изгнанный патриарх прибыл в Салоники. Недовольство Афин было сильным, а религиозные группы в других странах были возмущены, особенно Англиканская церковь. Георгий Эксиндарис, один из членов смешанной комиссии, подал в отставку. Архиепископ Афинский телеграфировал главам всех религиозных конфессий Европы и Америки и потребовал вмешаться в ситуацию.
После репатриации он попытался вернуться в Турцию, но турецкое правительство его не пустило.
В апреле 1925 года переговоры между турецким и греческим правительствами по поводу удаления патриарха Константина VI завершились достижением соглашения. Греческие власти обратились к 58 митрополитам Патриархата с просьбой признать низложение патриарха (большинство из них с 1912 года пребывали в Греции).
22 мая и сам Константин VI известил греческое правительство, что он отказывается от Патриаршества, и послал соответствующее прошение в Синод. В тексте отречения отмечалось: «Полагая, что беспрецедентное изгнание нас с престола вызовет нестроения в древнейшем Константинопольском Патриархате, статус которого утвержден святейшими вселенскими соборами, мы приняли решение, известное всей нашей иерархии, согласно которому мы стремились принести мир в институцию Вселенского патриархата, как изложено в нашем меморандуме Лиге Наций».
Жил некоторое время в Халкиде, затем поселился в Неа-Филадельфии.
Скончался 28 ноября 1930 в Афинах. 29 ноября архиепископ Афинский Хризостом I возглавил отпевание почившего патриарха. Был похоронен на Первом афинском кладбище.